# Tau Andromedae
Tau Andromedae (τ Và, Andromedae) là tên gọi của Bayer cho một ngôi sao nằm ở phía bắc trong chòm sao Tiên Nữ. Nó có cường độ thị giác rõ ràng là +4,94, đủ sáng để có thể nhìn từ bầu trời ngoại ô tối. Từ các phép đo thị sai được thực hiện trong nhiệm vụ Hipparcos, khoảng cách đến ngôi sao này có thể được ước tính là khoảng 710 năm ánh sáng (220 parsec) tính từ Trái Đất. Độ sáng của ngôi sao này bị giảm 0,24 độ lớn do sự tuyệt chủng gây ra bởi sự can thiệp của khí và bụi.
Quang phổ của ngôi sao này phù hợp với phân loại sao B5   III, với  độ sáng của III chỉ ra rằng đây là một ngôi sao khổng lồ. Nó đang tỏa sáng và gấp khoảng 851 lần độ sáng của Mặt Trời.

## Đặt tên
Trong tiếng Trung, 天大將軍  (Tiān Dà Jiāng Jūn), Có nghĩa là sự vĩ đại của Trời, đề cập đến một khoảnh sao gồm τ Andromedae, γ Andromedae, φ Persei, 51 Andromedae, 49 Andromedae, χ Andromedae, υ Andromedae, 56 Andromedae, β Trianguli, γ Trianguli và δ Trianguli. Do đó, tên tiếng Trung của Andromedae là 天大將軍七  (Tiān Dà Jiāng Jūn qī, Tiếng Anh:the Seventh Star of Heaven's Great General.).